# Stazione di Genova San Biagio
La stazione di Genova San Biagio è una fermata posta sulla Ferrovia Torino-Genova. Serve la delegazione di San Quirico, quartiere della città di Genova. 

L'impianto, dalla sua attivazione, è gestito da Rete Ferroviaria Italiana società del gruppo FS.

## Storia
La fermata venne attivata l'11 dicembre 2005.
La stazione si trova nel quartiere di San Quirico ma serve anche il quartiere di San Biagio, posto sulla versante opposto della valle. Rete Ferroviaria Italiana l'ha nominata Genova San Biagio (o Genova S. Biagio), in quanto sulla linea dirimpetto vi sarebbe stata l'omonima stazione di Genova San Quirico che risulta attiva ma  chiusa al servizio passeggeri dal 1969.

## Strutture e impianti
La stazione, costruita fra il 2004 ed il 2005, risulta priva di un fabbricato viaggiatori.
La fermata di Genova San Biagio è dotata di due binari passanti, collegati tra loro da un sottopassaggio che è raggiungibile sia utilizzando le scale, sia utilizzando le rampe. La stazione è fruibile anche a persone a ridotta capacità visiva, essendo presenti i percorsi con gli appositi pavimenti tattili.
Sono presenti anche due tettoie in lamiera, una per binario, sotto alle quali è possibile attendere i convogli e consultare il tabellone elettronico delle partenze. Qui vi sono 12 sedili per binario, e altre 6 sedie (3 per binario) in fondo ai binari, lato Genova Bolzaneto.
Dall'ingresso lato binario 1 è presente il tabellone delle partenze cartaceo, oltre la bacheca.

## Movimento
La fermata è servita dai treni regionali, della relazioni Genova-Busalla-Arquata Scrivia-Novi Ligure svolta da Trenitalia nell'ambito del contratto di servizio stipulato con la Regione Liguria.

## Interscambio
- Fermata autobus

Dal piazzale antistante la stazione transitano diversi servizi di TPL gestite da AMT.